# Napad na železniško postajo v Kramatorsku
Ruski raketni napad s kasetnim strelivom na železniško postajo v Kramatorsku se je zgodil 8. aprila 2022 med rusko invazijo na Ukrajino. V napadu je bilo ubitih 63 civilistov (od tega 9 otrok) in 150 ranjenih (34 otrok). Rusija zanika odgovornost za napad in krivi Ukrajino.

## Ozadje
Kot del ruske invazije, ki se je začela 24. februarja 2022, so ruske sile skupaj z zavezniškima Ljudskima republikama Doneck in Lugansk, vodile vzhodno ukrajinsko ofenzivo, katere cilj je bil zavzeti dele Donecke in Luganske oblasti pod nadzorom Ukrajine. Pri uporu proti ofenzivi so imeli ključno vlogo vojaki oboroženih sil Ukrajine, nameščeni v Slavjansku in Kramatorsku.
V noči na 7. april je proruski Telegram kanal ZАПИСКИ ВЕТЕРАНА (»zapiski veterana«) odsvetoval evakuacijo prebivalcev Slovjanska in Kramatorska po železnicah. Naslednje jutro okoli 10.10, tik pred bombardiranjem železniške postaje v Kramatorsku, je rusko obrambno ministrstvo objavilo, da so z »visoko natančnimi zračnimi raketami« zadeli železniške postaje v Slovijansku, Pokrovsku in Barvinkovem.

## Napad
Po podatkih ukrajinske vlade je bilo na postaji prisotnih med 1.000 in 4.000 civilistov, predvsem žensk in otrok, ki so zaradi bližine frontne črte čakali na evakuacijo. Guverner Donecke oblasti Pavlo Kirilenko je 14. aprila povedal, da je v napadu umrlo 59 ljudi, 109 pa jih je bilo ranjenih.
Dve raketi sta zadeli blizu stavbe železniške postaje v Kramatorsku okoli 10.30, prva poročila o napadu so bila v ukrajinskih medijih objavljena okoli 10.45. Ob 10.24 in 10.25 so mediji Ljudske republike Doneck, objavili videoposnetke izstrelitve para raket iz Šahtarska, mesta pod nadzorom separatistov.
Delavec Svetovne centralne kuhinje, ki je bil priča napadu v Kramatorsku, je povedal, da je slišal "med pet in deset eksplozij". Poročila opisujejo prizor kot izjemno krvav. Oblasti so sporočile, da je med napadom več ljudi izgubilo okončine. Na prizorišču so med zapuščeno prtljago ležala trupla žrtev.
Po prvih poročilih je bilo na kraju dogodka mrtvih najmanj 39 ljudi, vendar se je ocena žrtev pozneje povečala na 59 (med njimi najmanj sedem otrok), saj je več sprva preživelih kasneje umrlo zaradi poškodb v bolnišnici. Končno število mrtvih je bilo 63 ljudi, od tega 9 otrok. 150 je bilo poškodovanih, od tega 34 otrok.
Rakete so bile sprva napačno identificirane kot balistične rakete Iskander. Pavlo Kirilenko, guverner Donecke oblasti, je kasneje pojasnil, da so bile verjetno uporabljene rakete Točka-U, oborožene s kasetnim strelivom.
Ostanki enega od izstrelkov so imeli na zunanji strani belo pobarvano rusko besedo ЗА ДЕТЕЙ (za detey), kar pomeni »[maščevanje] za otroke«. Imel je tudi serijsko številko Ш91579, za katero so preiskovalci trdili, da bi jo lahko uporabili za sledenje njenega prvotnega arzenala.

## Odzivi
Ukrajinski predsednik Volodimir Zelenski je Rusijo označil za »brezmejno zlo«.
Predsednica Evropske komisije Ursula von der Leyen, ki je na dan napada obiskala Ukrajino, je napad obsodila kot "sramoten". Francoski zunanji minister Jean-Yves Le Drian je napad označil za "zločin proti človeštvu" in dejal, da ne more ostati nekaznovan, medtem ko ga je britanski obrambni minister Ben Wallace obsodil kot vojni zločin.
Generalni sekretar Združenih narodov António Guterres je raketni napad označil za "popolnoma nesprejemljivega". 
Oleksandr Kamišin, predsednik ukrajinskih železnic, je dogodek opisal kot "usmerjen napad na potniško infrastrukturo železnice in prebivalce Kramatorska". Varnostna služba Ukrajine je začela kazenski postopek na podlagi 438. člena Kazenskega zakonika.
Analitik Royal United Services Institute Justin Bronk je dejal, da je Rusija v otežitev premikanja ukrajinskih sil po Donbasu nameravala poškodovati ukrajinsko prometno infrastrukturo. Zaradi prisotnosti tovrstnih raket v ukrajinskem arzenalu se je po njegovem mnenju Rusija odločila za le-te, da bi onečedila nasprotnike. Pentagon je poudaril rusko odgovornost za napad, pa tudi strateški pomen železniškega križišča.

### Odziv Rusije in njenih podpornikov
Sprva so ruski državni mediji in proruski Telegram kanali trdili, da so izvedli uspešne zračne napade na vojaške transportne cilje v Kramatorsku. Po poročilih o civilnih žrtvah pa so bila prejšnja sporočila odstranjena, ruska vlada je zanikala odgovornost za napad, rusko obrambno ministrstvo pa ga je označilo za ukrajinsko potegavščino. Rusko obrambno ministrstvo je trdilo, da so rakete izstrelile ukrajinske sile iz sosednjega mesta Dobropilija, jugozahodno od Kramatorska.
Nekateri ruski mediji so tudi navedli, da je bila serijska številka rakete v istem obsegu, kot jo uporabljajo ukrajinske sile. Po serijskih številkah pa ni mogoče ugotoviti lastništva, saj so bili vsi sistemi Točka-U izdelani na enem mestu v Rusiji in od tam distribuirani po vsej Sovjetski zvezi. Posledično je prišlo na primer do tesnega ujemanja serijske številke med Točka-U, ki ga je uporabljala Rusija v Siriji, in tisto, ki jo je uporabljala Ukrajina v Snižnem. Poleg tega sta tako Rusija kot Ukrajina obsežno uporabljali zajeta orožja.
Lažni videoposnetek z BBC-jevim logotipom, ki pripisuje krivdo ukrajinskim silam, je od 10. aprila krožil po proruskih Telegram kanalih. Posnetek je bil predvajan tudi na ruski državni televiziji. BBC ni izdelal nobenega takega videoposnetka.

### Ocena ruskega odziva
Rusko obrambno ministrstvo je zanikalo uporabo raket Točka-U. Vendar pa so Amnesty International, preiskovalni novinarji Conflict Intelligence Team in številni vojaški strokovnjaki že poročali o uporabi Točk s strani ruskih sil v več delih Ukrajine pred napadom na Kramatorsk. Poleg tega so preiskovalci odprtokodnega beloruskega projekta Hajun 5. in 30. marca objavili videoposnetke več ruskih tovornjakov z raketami Točka, ki so 5. in 30. marca šli iz Belorusije v Ukrajino z oznakami »V«. Inštitut za preučevanje vojne je ocenil, da je ruska 8. gardijska kombinirana armada, ki deluje na območju Donbasa, opremljena z raketami Točka-U. Poročila ruskih novic in posnetki družbenih medijev kažejo, da je 47. raketna brigada, del ruske 8. kombinirane armade, na javnih dogodkih 2021 že prikazovala rakete Točka-U, tudi na paradi ob dnevu zmage v Krasnodarju.
PolitiFact je 18. aprila ocenil, da bi napad lahko bil lažen in sklenil, da »ni verodostojnih dokazov, da je za napadom 8. aprila na železniški postaji v Kramatorsku stala Ukrajina.«